# Darryl Jones
(Miles Davis)
Darryl Jones, soprannominato The Munch (Chicago, 11 dicembre 1961), è un bassista statunitense, attivo sia nella musica jazz, sia nel rock.
Jones, originario di Chicago, si unì al gruppo di Miles Davis nel 1983. Con Davis incise Decoy e You're Under Arrest. Altre sue importanti collaborazioni di quegli anni furono quelle con gli Headhunters di Herbie Hancock, Mike Stern, John Scofield, Steps Ahead, Peter Gabriel, Madonna, Cher, Eric Clapton, Sting (col quale ha contribuito alla realizzazione del primo disco solista dell'ex The Police) e Joan Armatrading.
Jones ha suonato con i Rolling Stones da quando Bill Wyman lasciò il gruppo nel 1992, accreditato come collaboratore e non come membro del gruppo. Utilizza un modello di basso Lakland realizzato appositamente per lui.